# 哈姆雷特撞击坑
46°06′S 44°24′E / 46.1°S 44.4°E

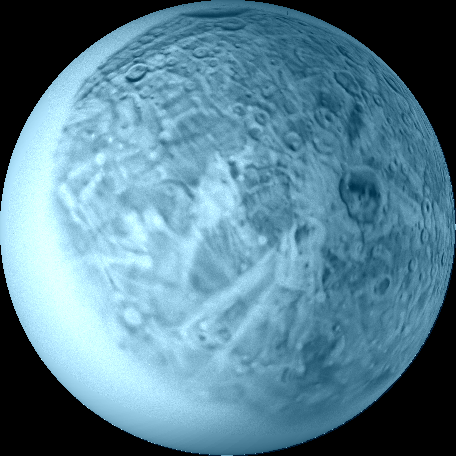
天衛四的表面圖，坑底有暗色物質的撞擊坑就是哈姆雷特撞擊坑。

哈姆雷特撞擊坑（Hamlet）是天衛四已探測表面最大的撞擊坑。它的直徑是206公里，以威廉·莎士比亚筆下角色哈姆雷特命名。

## 地質狀態
哈姆雷特撞擊坑底部有暗色物質覆蓋，周圍有相當明亮的射紋系統，而明亮的物質是形成該撞擊坑時噴發的冰。目前仍無法得知底部暗色物質的狀態，但可能是從地下深處噴出。哈姆雷特撞擊坑於1986年1月首次被航海家2號拍攝。